# Ana Paula Maia
Ana Paula Maia (Nova Iguaçu, 1977) es una escritora, guionista y música brasileña.

## Biografía
Durante su adolescencia tocó en una banda de punk rock y estudió piano. Como guionista participó en el guion del cortometraje O entregador de pizza (2001), y junto a Mauro Santa Cecilia y Ricardo Petraglia, coescribió el monólogo teatral O rei dos escombros montado en 2003 por la compañía Moacyr Chaves. Publicó su primera novela bajo el título O habitante das falhas subterrâneas en 2003.
Es la autora de la trilogía A saga dos brutos, iniciada con las novelas cortas Entre rinhas de cachorros e porcos abatidos y O trabalho sujo dos outros —publicadas en un solo volumen— y que concluyó con la novela Carvão animal.
Influenciada por Dostoievski, por el trabajo cinematográfico de Quentin Tarantino y Sergio Leone, y por las series y literatura pulp, entre otras, sus obras están marcadas por la violencia y el tratamiento de sus personajes, que a menudo incluyen elementos escatológicos.

## Obras

### Novelas
- 2003: O habitante das falhas subterrâneas - Editora 7 Letras.
- 2007: A guerra dos bastardos - Língua geral.
- 2009: Entre rinhas de cachorros e porcos abatidos - Editora Record.
- 2011: Carvão animal - Editora Record -Edición en castellano: Carbón animal - Editorial Jus (2018)
- 2013: De gados e homens - Editora Record -Edición en castellano: De ganados y de hombres - Ediciones Siruela (2017) / Eterna Cadencia (2024)
- 2017: Assim na Terra como embaixo da Terra - Editora Record - Edición en castellano: Así en la tierra como debajo de la tierra - Eterna Cadencia (2017)
- 2018: Enterre seus mortos - Companhia das Letras - Edición en castellano: Entierre a sus muertos - Eterna Cadencia (2019)
- 2021: De cada quinhentos uma alma - Companhia das Letra - Edición en castellano: De cada quinientos un alma - Eterna Cadencia (2022)
- 2024: Bufalos salvagens - Companhia das Letras - Edición en castellano: Búfalos salvajes - Eterna Cadencia (2025)

### Antologías
- 2011: Geração Zero Zero (editado por Nelson de Oliveira) - Editora Record.
- 2009: 10 cariocas (editado por Federico Lavezzo) -  Ferreyra editor (Argentina).

90-00 - Cuentos brasileños contemporáneos (editado por Nelson de Oliveira y Maria Alzira Brum).
Todas as Guerras - Volume 1 - Tempos modernos (editado por Nelson de Oliveira) - Editora Bertrand Brasil.
Blablablogue - crônicas & confissões (editado por Nelson de Oliveira) - Editora Terracota.
- 2007: 35 segredos para chegar a lugar nenhum (editado por Ivana Arruda Leite)  - Editora Bertrand Brasil.
- 2005: Contos sobre tela (editado por Marcelo Moutinho) - Editora Pinakotheke.

Sex´n´Bossa - Antologia di narrativa erotica brasiliana (editado por Patrizia di Malta) - Editora Mondadori (Italia).
- 2004: 25 mulheres que estão fazendo a nova literatura brasileira (editado por Luiz Rufatto) - Editora Record.